# Фролов, Алексей Иванович
Алексей Иванович Фролов — советский хозяйственный, государственный и политический деятель, Герой Социалистического Труда.

## Биография
Родился в 1914 году в селе Юрское. Член КПСС.
С 1934 года — на хозяйственной, общественной и политической работе. В 1934—1986 гг. — колхозник, на сельскохозяйственной работе в Энбекшильдерском районе Акмолинской области, участник Великой Отечественной войны, заместитель командира дивизиона по политчасти 308-го гвардейского миномётного Кременчугско-Александрийского ордена Ленина Краснознамённого ордена Кутузова и Богдана Хмельницкого полка, председатель колхоза «Завет Ильича» Великоновосёлковского района Донецкой области.
Указом Президиума Верховного Совета СССР от 8 декабря 1973 года присвоено звание Героя Социалистического Труда с вручением ордена Ленина и золотой медали «Серп и Молот».
Умер в Донецкой области после 1985 года.